# Acueducto de Segovia
El Acueducto de Segovia es un acueducto que llevaba agua a la ciudad española de Segovia hasta 1973. Su construcción data de principios del siglo II d. C., a finales del reinado del emperador Trajano o principios del de Adriano, durante el imperio romano. La parte más visible, y por lo tanto famosa, es la arquería que cruza la plaza del Azoguejo.
En 1884 fue declarado monumento nacional,
por lo que es Bien de Interés Cultural con categoría de Monumento.
En 1985 fue declarado patrimonio de la humanidad junto con la ciudad antigua.

## Descripción

Vista desde los pilares de la arquería del acueducto. Se aprecia la ausencia de argamasa entre los sillares

El acueducto de Segovia conduce las aguas del manantial de la Fuenfría, situado en la sierra cercana a 17 kilómetros de la ciudad, en un paraje denominado La Acebeda. Recorre más de 15 km antes de llegar a la ciudad. El agua se recoge primeramente en una cisterna conocida con el nombre de "El Caserón", para ser conducida a continuación por un canal de sillares hasta una segunda torre (llamada Casa de Aguas), donde se decanta y desarena, para continuar su camino. Después recorre 813 m (con una pendiente de un 1 %) hasta lo alto del Postigo (el espolón rocoso sobre el que se asentaba la ciudad en torno al Alcázar). Antes, en la plaza de Día Sanz, hace un brusco giro y se dirige hacia la plaza del Azoguejo, donde salva la depresión con una arquería, que presenta todo el esplendor del monumento. En la parte más elevada mide 28 m (con cerca de 6 m de cimientos) y tiene dos órdenes de arcos sobre pilares. En total, tiene 167 arcos.

### La arquería

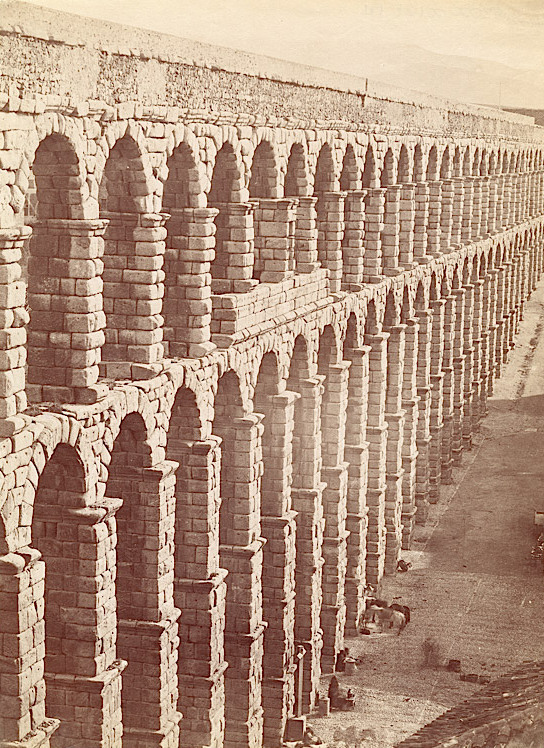
Acueducto de Segovia por Juan Laurent, c. 1856-1867

Desde la llegada a la ciudad hasta la plaza de Día Sanz hay 75 arcos sencillos y a continuación 44 arcadas de orden doble (esto es, 88 arcos), siguiendo después otros cuatro arcos sencillos. En el primer sector del acueducto aparecen 36 arcos apuntados, reconstruidos en el siglo XV para restaurar la parte destruida por los musulmanes en el año 1072. En el piso superior, los arcos tienen una luz de 5,10 m, con los pilares de menor altura y grosor que los del piso inferior. El remate es un ático por donde discurre el canal conductor de agua (con una sección en forma de U de 180 x 150 cm). En el piso inferior, los arcos tienen una luz que oscila alrededor de los 4,50 m y los pilares disminuyen su sección de manera escalonada de abajo arriba, adaptándose el piso inferior a los desniveles del terreno; en la coronación tiene una sección de 1,80 x 2,50 m, mientras que en la base llegan a alcanzar 2,40 x 3 m.

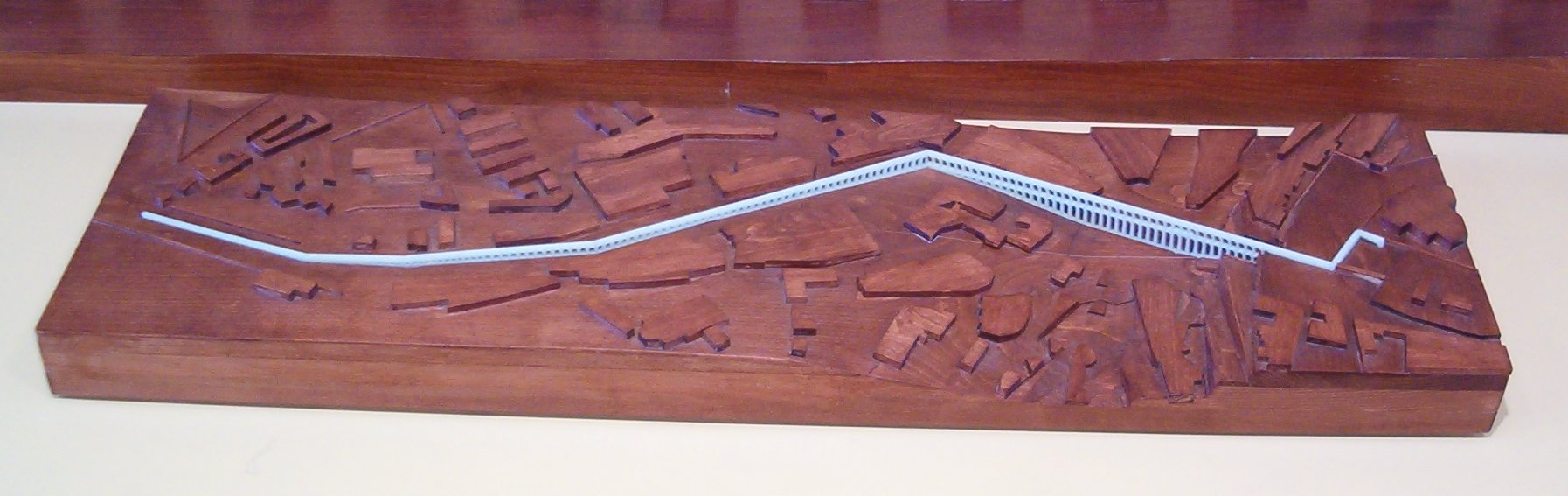
Maqueta del recorrido del acueducto

Está construido con sillares de granito asentados sin argamasa entre ellos. Sobre los tres arcos de mayor altura había en la época romana una cartela con letras de bronce donde constaba la fecha y el constructor. También en lo alto pueden verse dos nichos, uno a cada lado del acueducto. Se sabe que en uno de ellos estuvo la imagen de Hércules que, según una de las leyendas, fue el fundador de la ciudad. En tiempos de los Reyes Católicos se colocaron en esos dos nichos la imagen de la Virgen del Carmen (aunque muchos creen erróneamente que es la Virgen de la Fuencisla, patrona de la ciudad) y san Sebastián. Sin embargo, hoy en día tan sólo se puede apreciar una réplica de resina de la primera talla, la cual fue sustituida en el año 2019, debido al importante deterioro que presentaba la imagen original tras estar casi 500 años a la intemperie, llegando incluso a sufrir algún desprendimiento. La imagen original de la Virgen, ahora restaurada, puede contemplarse en el museo de la Casa de la Moneda de Segovia. El 4 de diciembre, fiesta de Santa Bárbara, patrona del cuerpo de Artillería, cuya academia está en Segovia, los cadetes arropan la imagen de la Virgen con una bandera. La línea de arcos se levanta organizada en dos pisos, con una decoración simple en la que predominan unas sencillas molduras, que enmarcan y recorren el edificio.

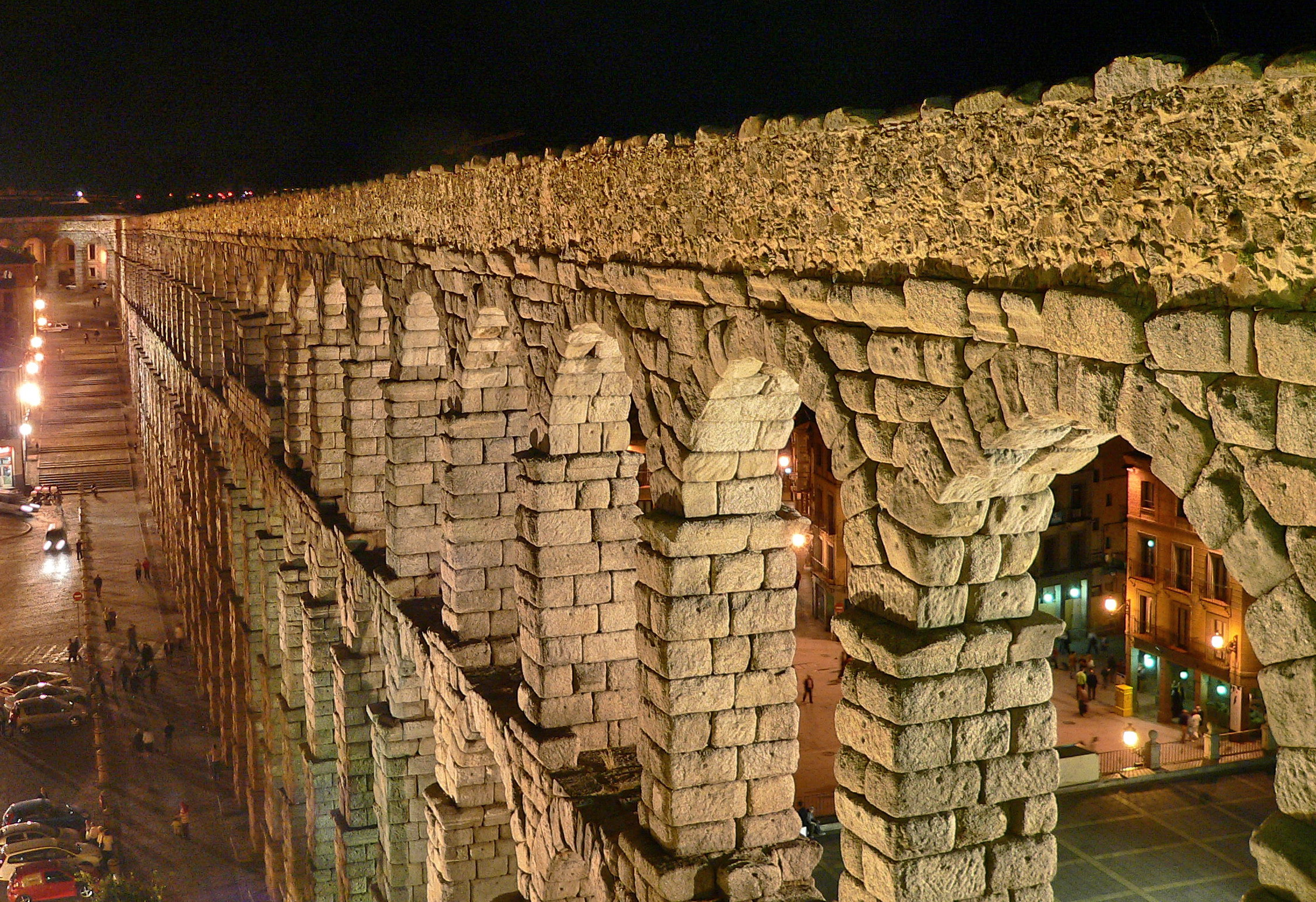
Vista nocturna del acueducto

En la época de los Reyes Católicos se realizó la primera gran obra de reconstrucción del acueducto. Se encargó de las obras el prior del monasterio cercano de los Jerónimos del Parral, llamado Pedro Mesa. Se reedificaron 36 arcos, con mucho respeto hacia la obra original. Más tarde, en el siglo XVI, fue cuando se pusieron en los nichos centrales las estatuas antes mencionadas de la Virgen del Carmen y san Sebastián.

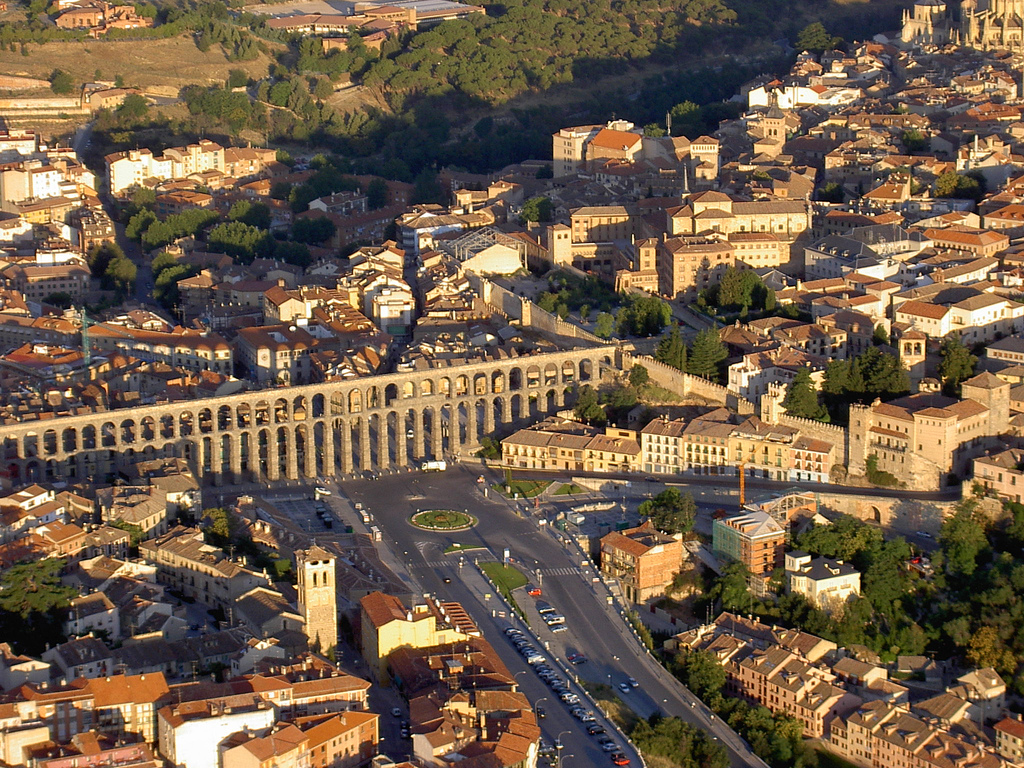
Vista aérea del acueducto

La arquería del acueducto es el hito arquitectónico más importante de la ciudad. Se ha mantenido en funcionamiento a lo largo de los siglos y quizás por eso haya llegado hasta hoy en día en perfecto estado. Hasta casi nuestros días proveía de agua a la ciudad de Segovia, y más concretamente al Alcázar. En los últimos años ha sufrido un patente deterioro causado principalmente por la contaminación medioambiental y a los propios procesos de erosión del granito. El tráfico rodado de vehículos cerca del acueducto (que todavía circulaba entre las arcadas hasta 1992) y la realización de conciertos y actividades musicales de gran volumen a sus pies también son hechos que perjudican el monumento. Para garantizar su supervivencia, se procedió a un minucioso proceso de restauración en 1992 que duró casi ocho años, bajo la dirección del arquitecto Francisco Jurado. Con todo, sigue expuesto a la contaminación, ya que se sigue circulando a escasos metros de él.

## Leyenda

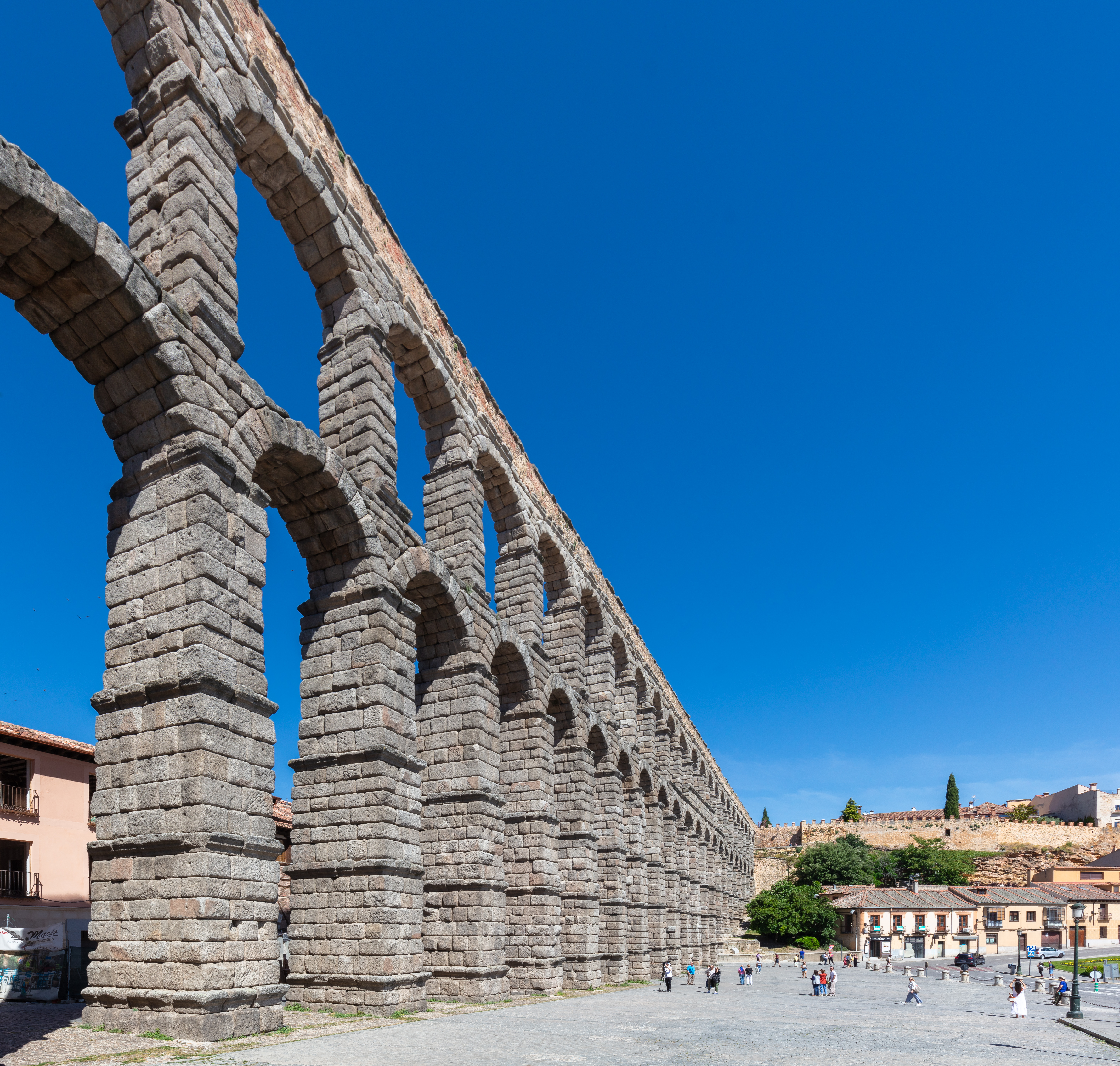
Vista desde el suelo del acueducto.

Hay varias leyendas sobre la construcción del acueducto de Segovia, la más popular y extendida cuenta que una niña subía todos los días hasta lo más alto de la montaña para coger agua con un cántaro. Un día, harta de aquello, pidió al demonio que construyera algún medio para que no tuviera que subir y bajar todos los días. Entonces, por la noche, se le apareció el demonio y le concedió el deseo a cambio de que, si conseguía terminar el acueducto antes de que cantara el gallo, le tendría que dar su alma. La niña aceptó y el demonio comenzó a construir el acueducto, momento en que la niña se arrepintió de haberlo deseado. Justo cuando le quedaba una piedra para terminar, cantó el gallo provocando el fracaso del pacto del demonio y que la niña no perdiera su alma. En el hueco que quedó es donde está ahora puesta la estatua de la Virgen de Nuestra Señora del Carmen.
Para reforzar la leyenda, el escultor José Antonio Abella regaló al Ayuntamiento de Segovia una estatua de un diablo moderno. El diablo tiene un teléfono móvil y se está haciendo un selfie donde se ve el acueducto. Fue situada en las inmediaciones del acueducto, en la cuesta de San Juan, en el lugar escogido por el autor con fines turísticos.